# 静止形インバータ

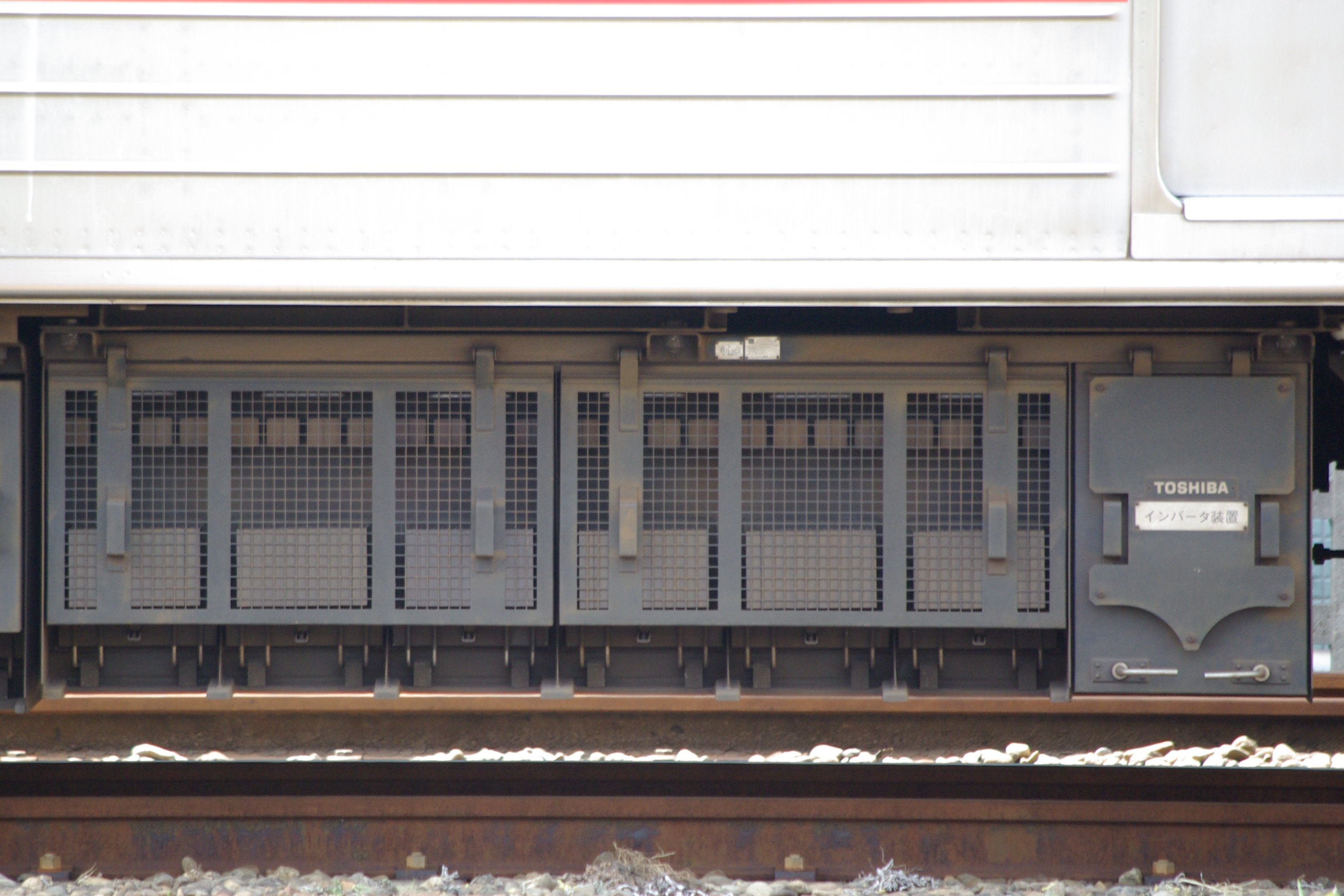
東急1000系電車の東芝製補助電源用静止形インバータ

静止形インバータ・静止型インバータ（せいしがたインバータ）は、高電圧の直流および交流をインバータ（=Inverter : インバーターとも）により、車両により異なるが概ね、12V - 440Vの直流または単相交流・三相交流に変換する電源装置である。主に鉄道車両に使われ、架線から取得した高電圧の電気を、制御装置・空調装置・空気圧縮装置・旅客用サービス機器、蓄電池などの「補助回路」に電源供給する。

## 概要
固定電圧・固定周波数を出力するインバータ装置の一つであるが、鉄道車両における補助電源装置として用いられる場合、走行用のVVVFインバータと区別すること、旧来の電動発電機（MG）と異なり駆動部を持たないことから、あえて「静止形」と称することが多い。略称としてSIV (Static InVerter) とも呼ばれるが、"Static InVerter"は和製英語であるため、日本国外では通用せず、Static Converterや、APU (Auxiliary Power Unit) と呼ばれる。
走行用の電圧・周波数を可変制御する機器を「VVVFインバータ制御」（Variable Voltage Variable Frequency・可変電圧可変周波数制御）と呼ぶのに対し、静止形インバータは一定電圧・一定周波数を出力することから電気的には「CVCFインバータ」（Constant Voltage Constant Frequency・定電圧定周波数制御）に該当する。
鉄道車両においては、架線から供給される高圧電源を低圧電源に変換し、必要とする機器（車内蛍光灯・冷暖房装置・制御装置など）の電源として使用される。1970年代以前は電動発電機（MG）が主流であったが、回転機構を有するために発生する騒音や定期的の保守を要する整流子やブラシの存在がネックであった。そこで、パワーエレクトロニクス技術の進展に伴い、半導体を用いた電源装置として開発されたのが静止形インバータである。
本項目では主に直流型電車（または交直流電車）を基本に述べ、交流型電車については別途記載する。

## 歴史
サイリスタ素子を利用した静止形インバータは1968年（昭和43年）に神戸電鉄と都営地下鉄で初めて採用された。神戸電鉄1050形は三菱電機製、都営地下鉄6000形は東洋電機製造製である。その後名古屋市交通局300形電車（三菱電機製）、大阪市交通局60系電車（東洋電機製造製）にも採用された。
1980年代では半導体素子がGTOによるものであったが、1990年代以降はIGBT (Insulated Gate Bipolar Transistor) を主とした構成としている。進歩により高耐圧のものが開発される状況になってきたことから、時期により、3分圧・2分圧・2レベルインバータに分けられる。さらに2010年代以降はSiCを使用した機器も製造されている。
サイリスタを用いた装置の場合、2 - 3組のインバータの位相をずらしで運転し、出力変圧器（中間タップ付き）に入力して任意の電圧を得ていた。
IGBT素子が使われ始めるとPWM周波数をより高く設定できることから小型の交流フィルタで実用上問題の無い正弦波交流を得ることが可能となり、機器も小型化された。

## 原理

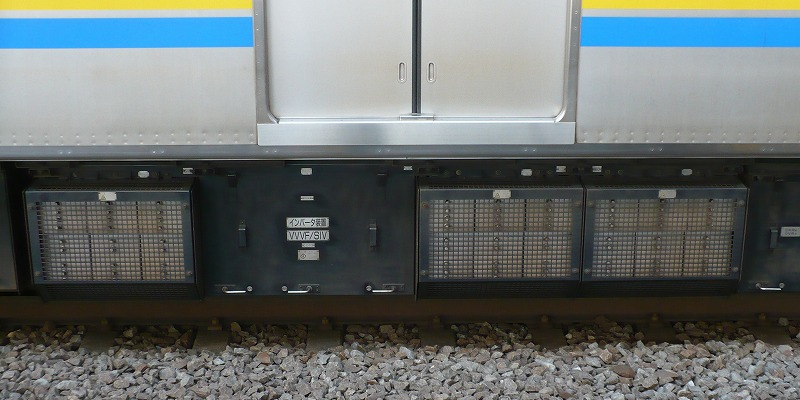
横浜高速鉄道Y000系電車のVVVFインバータと静止形インバータが一体化されたインバータ装置。

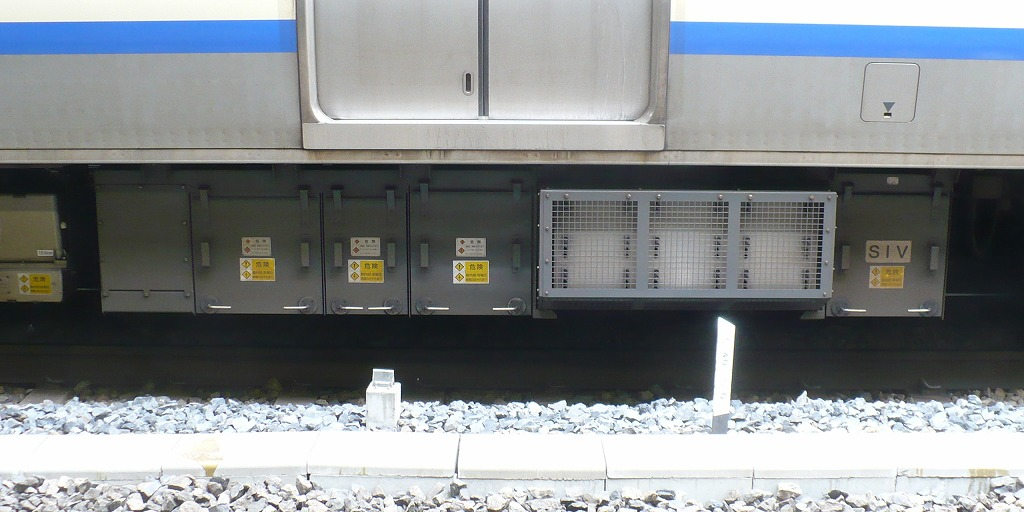
JR東日本E217系電車の待機2重系インバータ

原理的にはスイッチング電源とほぼ同じもので、直流にて入力された電圧を、PWMにより高速にスイッチングし、大容量のリアクトル（コイル）、コンデンサにより平滑化、商用60ヘルツ（実際は商用電源周波数との区別から設計上59.5ヘルツが多い）に近い交流を出力する。それを、変圧器（絶縁を兼ねる）を通し、440V・200V・100Vなどの電圧に変換され、冷房・列車制御装置などの主電動機以外の電源として供給される。静止形インバータ（SIV）が出力するのは基本的には三相交流であり、付属する変圧器を使用して単相交流に、整流装置を使用して直流電源が出力される。
SIVは架線電圧の急変、瞬停、負荷の急変や突入電流などの場合にも、常に一定した電圧・周波数を供給し続けることが要求され、その設計は走行用のVVVFインバータよりも厳しい条件となる。回路方式は製造メーカーによって多種多様である。東洋電機製造が開発したものとしては、ブースター形SIV、昇降圧チョッパ形SIVがある。
SIVが停止すると電車が運行不能になってしまうことから、編成中のSIVを2台以上とするか、もしくは故障時にVVVFインバータをSIVとして動作させる設計（デュアルモードインバータという）とするのが一般的である。前者は一例として10両編成でSIVが2台の場合、給電区分は5両 - 5両に分かれている。1台のSIVが故障した場合、分けられた給電区分を繋ぐことで健全なもう1台のSIVから編成全体に電源を供給して冗長性を高める。この機能を受給電または延長給電（私鉄）、電源誘導（JRなど）と呼ぶ。ただし、1台のSIVでは給電能力に制限があり、空調装置は出力を抑えて使用する。
後者は複数群の走行用VVVFと電源用のSIV 1群から構成し、SIVが故障した場合は健全なVVVFの1群をCVCFに切り換えることでSIVとして使用する。デュアルモードインバータは1995年（平成7年）にJR西日本223系1000番台で初めて採用された。
さらに複数のSIVを並列につないで制御する「並列同期運転方式」、IGBTなどの素子を2組にし、冗長性を持たせた「待機二重系インバータ」も登場している。並列同期運転方式は東洋電機製造が開発した1台の静止形インバータの回路を2群構成とする方式や、静止形インバータを編成で2台運転させながら、使用電力が少ない場合には1台を休止させる「並列同期/休止運転方式」がある。ただし、複数の静止形インバータを並列同期運転させる方式は交流型電車であるが、50Hz/60Hzの複電圧対策として新幹線E2系電車基本番台（50Hz専用の1000番台は該当しない）で初めて採用されたものである。
なお、AMラジオなどにノイズが乗るのは、VVVF/SIVによるIGBTのスイッチングの高調波がAMラジオの周波数帯に極めて近く大電流を流すことから電磁誘導現象により必然的に電磁波（電波）となってしまい妨害されるものである。信号機器などは単純な変調により制御を行っているため妨害し誤動作を起こすことがある。これを誘導障害と呼ぶが、安全上問題が生じるため各メーカー・鉄道事業者にて念入りな試験が行われる。

### DC-DCコンバータ方式

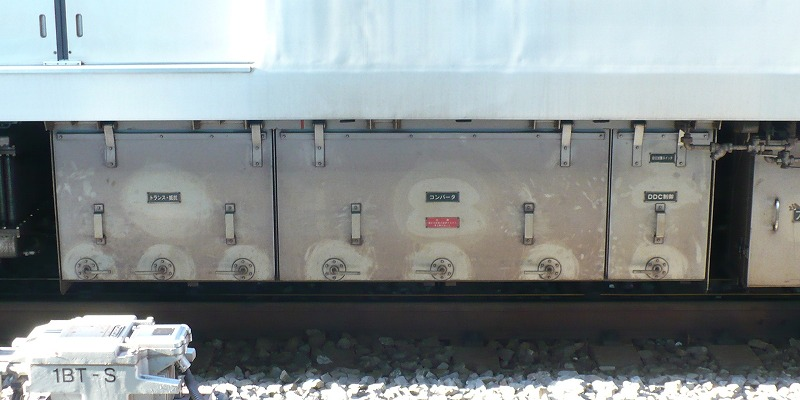
営団03系電車のDC-DCコンバータ装置

静止形インバータ（SIV）から派生した機器としてDC-DCコンバータ方式の補助電源装置がある。日本語の「コンバータ」は、交流から直流または直流から直流への変換装置のことを表すが、ヨーロッパでは日本語のInverterもConverterと呼ぶ場合が多い。DC-DCコンバータ方式が登場した時期は、電動発電機（MG）から静止形インバータに変わる過渡期（1990年前後）である。
この方式は主に空調装置の入力電源を直流として、空調装置に内蔵したインバータで三相交流に変換しながら圧縮機を容量可変制御（VVVF制御）するインバータ式空調装置とセットで使われる。架線からの直流1,500VをDC-DCコンバータで直流330Vまたは直流600Vに変換し、空調装置や空気圧縮機などに電源を供給する。
そのほかの単相交流や直流電源にはコンバータに内蔵した変圧器や整流装置などで電源を供給する。ただし、非冷房車（冷房準備車）で、既存の電動発電機（MG）等は制御用（室内照明等）として残し、DC-DCコンバータを冷房電源専用とする場合には、冷房用の直流電源のみが出力される。
この方式は1988年（昭和63年）に落成した近鉄21000系電車（アーバンライナー・特急形車両）で初めて採用された。通勤形電車では帝都高速度交通営団（営団地下鉄）や東海旅客鉄道（JR東海）で積極的な採用があり、東武鉄道、名古屋鉄道、近畿日本鉄道、南海電気鉄道では特急形車両はDC-DCコンバータ方式を採用し、通勤形電車は電動発電機や静止形インバータ方式と明確に分ける会社もあった。
1990年代後半からは一般的な静止形インバータ + 稼働率制御方式（ON/OFF制御）式空調装置に代わられた。営団地下鉄によれば、インバータ式空調装置はきめ細かな温度制御ができることや閑散時の省エネルギー効果が高い方式とであると評している。ただし、夏季における通勤電車のドア開閉における室温上昇に対応ができない短所があり、営団地下鉄でも2000年度でインバータ式空調装置の採用は終了した。

### 交流型電車
新幹線を含む交流型電車では、主変圧器三次巻線からの単相交流220V - 440Vなどを電源として空調装置や空気圧縮機などに電源を供給、さらに補助変圧器を使用して暖房器などに単相交流100Vなどを供給する。ただし、主変圧器三次巻線からの単相交流は架線電圧の変動を受け、電圧や周波数が一定せず安定した交流が必要な蛍光灯などの電源には使用できない。このため、安定した交流電源を得るために電動発電機（MG）が使われていた。
こちらも直流電車同様に静止形電源化が進められた。最初に1979年（昭和54年）に完成した日本国有鉄道（国鉄）新幹線962形電車で試験的に搭載され、新幹線200系電車で実用化された。新幹線車両では交交セクションでの瞬間停電対策として、客室照明（蛍光灯）に直流100Vのインバータ式を使用しており、後述の在来線用と比較して直流100V出力がやや大きい。新幹線車両の補助電源装置は、200系以降「静止形変換装置」の名称が使用されている。またSIVではなく「APU」（Auxiliary Power Uint）の名称が使用される。
在来線電車ではJR北海道721系電車で初めて実用化された。この装置は富士電機が開発したもので、交流電車特有のセクション通過時には、蓄電池からの給電により停電の発生しない無停電電源装置となっている。在来線交流型電車では富士電機が多くの納入実績を有する。交流型電車のSIVは、室内サービス機器の電源として安定した単相交流と直流100V電源を供給するものであり、主変圧器三次巻線から単相交流が給電されるためSIVの定格容量は小さい。

### 機関車
電気機関車においては1990年（平成2年）にJR貨物EF500形電気機関車において、電動発電機（MG）に代わり静止形インバータを採用した。ただし、同時期に製作したJR貨物EF200形電気機関車ではブラシレスMG（電動発電機）を使用していた。EF500形は量産には至らなかった。
1996年（平成8年）に製造したJR貨物EF210形電気機関車では静止形インバータを採用され、以降の電気機関車で標準採用となる。東芝が2001年（平成13年）に手掛けたJR貨物EH200形電気機関車ではデュアルモードインバータが採用された。平成以降の私鉄向け電気機関車は極めて少ないが、東京都交通局E5000形電気機関車はSIVを、黒部峡谷鉄道EDV形電気機関車、名古屋鉄道EL120形電気機関車ではデュアルモードインバータを採用した。
さらに電気式ディーゼル機関車ではJR貨物HD300形ハイブリッド機関車（ハイブリッド方式）、JR貨物DD200形ディーゼル機関車において静止形インバータが採用されている。

## 主な製造メーカー
- 東芝
- 三菱電機
- 日立製作所
- 富士電機
- 東洋電機製造
- シーメンス